# PIR-Center
Das PIR-Center (russisch Центр политических исследований России, deutsch Zentrum für politische Studien) ist eine unabhängige Einrichtung in Moskau zur Untersuchung der internationalen Außen- und Militärpolitik. Sie gilt als führende Einrichtung ihrer Art in Russland. Sie wurde im April 1994 gegründet und zählt etwa 20 Mitarbeiter. Zu ihren Aufgaben zählt die Herausgabe von Periodika und Einzelpublikationen insbesondere zum Bereich der Abrüstung. Der Leiter ist Wladimir Orlow.

## Werke
- Nuclear Nonproliferation. 2010
- White Paper „NPT-2010: Strengthening the Regime“, 2010